# Volo TWA 427
Il volo TWA 427 era un volo passeggeri della TWA regolarmente programmato in partenza da Aeroporto Internazionale di Saint Louis-Lambert a Bridgeton, Missouri, il 22 novembre 1994, con un McDonnell Douglas MD-82. Durante il decollo colpì un Cessna 441 Conquest II, uccidendo entrambi i suoi occupanti. Fu il secondo dei due voli 427 che sarebbero stati coinvolti in un incidente quell'anno. L'altro era il volo USAir 427, che per un problema al timone di coda si schiantò a settembre vicino a Pittsburgh, in Pennsylvania, uccidendo tutti i 132 occupanti a bordo.

## Gli aerei
Il volo TWA 427 era un volo passeggeri di linea regolare dall'aeroporto internazionale di St. Louis all'aeroporto internazionale di Stapleton a Denver, in Colorado. Nella data dell'incidente, il volo 427 era operato da un McDonnell Douglas MD-82 (numero di registrazione N954U). A bordo c'erano 132 passeggeri e 8 membri dell'equipaggio. Il comandante del volo 427 era Rick Carr (57 anni), il primo ufficiale Randy Speed (38), e Randy Richardson era un membro dell'equipaggio fuori servizio che occupava il sedile del passeggero in cabina di pilotaggio.
Il 22 novembre 1994 Superior Aviation, Inc., una compagnia aerea charter, operò un volo charter per l'aeroporto internazionale di St. Louis utilizzando un Cessna 441 Conquest II (numero di registrazione N441KM). Dopo che il passeggero charter era atterrato a St. Louis, il Cessna doveva partire da St. Louis in rotta verso un altro pick-up charter.

## L'incidente
Il volo 427 doveva partire alle 21:34 secondo il fuso orario centrale americano, ma è stato rimandato dal gate con circa 15 minuti di ritardo. A parte il ritardo, le operazioni di terra erano di routine. Il volo 427 ricevette istruzioni di rullare fino alla pista 30R. Alle 22:01, il primo ufficiale ha informato i controllori locali che il volo 427 era pronto per la partenza dalla pista 30R.
Il Cessna arrivò al Saint Louis-Lambert e, verso le 21:40, rullò fino al terminal dei voli charter per scaricare i passeggeri. Alle 21:58 il pilota del Cessna informa il controllo di terra che era pronto a rullare in pista per la partenza. Il controllore di terra ordina al suo pilota di "rullare indietro in posizione" e di restare sulla pista 31, quindi avvisare il controllore quando è in posizione per la partenza. Sebbene non sia un termine dell'aviazione definito formalmente, "rullaggio all'indietro" si riferisce generalmente all'uso di una pista per rullare in una direzione opposta alla direzione del traffico in partenza o in atterraggio, al fine di raggiungere la posizione di decollo. Sebbene il controllore dichiarasse specificamente la pista 31, il pilota del Cessna non ha ripetuto il numero quando ha confermato le istruzioni. Dopo essere stato autorizzato a eseguire il rullaggio all'indietro sulla pista 31, il pilota del Cessna si è invece diretto sulla pista 30R, da cui il volo 427 si stava preparando a partire.
Alle 22:01:23, il volo 427 fu autorizzato al decollo dalla pista 30R e l'MD-82 rullò sulla pista 30R, con Speed ai comandi. Il volo 427 inizia la sua corsa per il decollo lungo la pista alle 22:02:27. Due secondi dopo, il pilota del Cessna avvisa il controllore locale che era "pronto per dirigersi sul lato destro". Alle 22:02:40, Carr ha chiamato raggiungendo una velocità di 80 nodi; 2-3 secondi dopo, Richardson gridò: "C'è un aereo!" Simultaneamente, sia Speed che Carr videro l'aereo più piccolo e frenarono, e Carr girò il timone a sinistra nel tentativo di evitare il Cessna. Circa 2-3 secondi dopo averlo visto per la prima volta, l'equipaggio del volo 427 ha sentito il Cessna colpire il lato destro del loro aereo. L'equipaggio del volo 427 ha interrotto il decollo e fermato l'aereo sul lato sinistro della pista 30R.
L'ala destra dell'MD-82 strappò gli stabilizzatori orizzontali e verticali dalla fusoliera del Cessna e ne tagliò la parte superiore della fusoliera e della cabina di pilotaggio; entrambi gli occupanti persero la vita. L'abitacolo e la cabina dell'MD-82 non rimasero danneggiati e nessuno a bordo dell'MD-82 morì o rimase ferito nella collisione. Carr spense i motori del suo aereo e chiamò immediatamente i veicoli di emergenza. Il comandante Carr chiese aiuto alla torre per determinare se ci fosse un incendio; il controllore gli rispose di non aver visto le fiamme, poi affermò che il Cessna non doveva essere sulla pista 30R, dicendo a Carr, "Doveva essere sulla pista tre uno. Non ho visto l'aereo su quella pista." Il comandante rispose: "Tutto questo dopo, voglio solo assicurarmi che qui sia tutto al sicuro".
A causa di una grande quantità di carburante per aerei versato, esisteva un pericolo di incendio ed era necessaria un'evacuazione immediata. Otto passeggeri hanno riportato ferite lievi durante l'evacuazione dell'aereo. L'autorità aeroportuale non ha ufficialmente chiuso l'aeroporto dopo l'incidente. Gli aerei hanno continuato ad atterrare sulla pista 30L e la via di rullaggio nelle vicinanze durante l'evacuazione dei passeggeri

## Le indagini
L'indagine NTSB risultante ha stabilito che il Cessna era recentemente arrivato da Iron Mountain, nel Michigan. Era atterrato sulla pista 30R e aveva lasciato un passeggero prima di prepararsi per il volo di ritorno. Un pilota di livello commerciale e un passeggero di classe pilota, sposati con un dipendente della Superior Aviation, erano a bordo mentre lasciava la rampa. L'NTSB non è riuscito a determinare il motivo per cui il pilota del Cessna ha rullato sulla pista sbagliata, ma ha preso in considerazione più teorie, tra cui la fatica dell'ora tarda e l'ansia dello scorrere del tempo fino alla destinazione del turboelica. Alla fine, l'NTSB ha concluso che il pilota probabilmente si era formato una nozione preconcetta che avrebbe usato la pista 30R, sulla quale era atterrato all'arrivo, piuttosto che la pista 31.
La trasmissione di informazioni ATIS a tutti i piloti informava che le piste 30L e 30R erano in uso per gli arrivi e le partenze. Sebbene la pista 31 fosse abitualmente utilizzata in queste condizioni per gli aeromobili dell'aviazione generale, questa informazione non era inclusa nella trasmissione oraria ATIS. L'NTSB credeva che se le trasmissioni ATIS avessero menzionato la pista 31 come una pista attiva, il pilota del Cessna avrebbe potuto stare più attento alla menzione della pista 31 nelle istruzioni del taxi del controllore di terra. Inoltre, l'NTSB ha criticato l'uso da parte del controllore di terra di frasi non standard e l'incapacità di richiedere al pilota del Cessna di ripetere la pista alla quale era stato autorizzato.
Secondo un portavoce dell'NTSB, i piloti del volo 427 hanno evitato un grave disastro tirando l'aereo a sinistra prima dell'impatto, una manovra che "ha evitato quello che sarebbe stato un incidente molto peggiore".

## Conseguenze
Dopo l'incidente l'NTSB raccomanda ai piloti di rileggere le assegnazioni della pista e ai controllori di verificare la rilettura. In risposta, la FAA modifica il manuale del controllore del traffico aereo per richiedere ai controllori di ottenere la conferma dell'assegnazione della pista dai piloti dopo aver emesso le istruzioni per il rullaggio. L'NTSB approva l'azione dell'FAA ed esprime l'opinione che se questa procedura fosse stata in vigore il giorno dell'incidente non ci sarebbe stato nessun impatto. Inoltre l'NTSB raccomanda alla FAA di formalizzare una definizione di "rullaggio di ritorno" in modo che il suo uso possa essere standardizzato.
Inoltre, l'NTSB ha raccomandato l'installazione di radar terrestri presso l'aeroporto di Saint Louis ed ha ribadito la sua raccomandazione permanente che tutti gli aeroporti dovrebbero chiudere immediatamente dopo qualsiasi incidente fino a quando la situazione non fosse stata valutata.
A partire dal 2008, la pista 13/31 è stata convertita in via di rullaggio F. La R è stata rinominata via di rullaggio J e la P è diventata via di rullaggio E.